# بقايا ليل (مسلسل)
مسلسل كويتي أنتج وعرض على قناة إل بي سي اللبنانية سنة 2005. تدور أحداثه عن جريمة قتل امراة ويحاول الملازم صقر خالد امين البحث عن القاتل من بطولة حياة الفهد وعبد الإمام عبد الله وعبير الجندي ومنى عبد المجيد وبدرية أحمد وخالد أمين وعبير أحمد وإبراهيم الزدجالي وهيا الشعيبي وأحمد مساعد وخليل زينل ومي البلوشي ومحمد الشطي وأمل عبد الكريم وعصرية الزامل ومي عبد الله وياسر العماري وحورية عرفات وصلاح الفيلكاوي وفرج الفيلكاوي وخالد الفيلكاوي وخالد جابر وعبد العزيز بو شهري وإسماعيل الراشد وطاهر النجادة.